# 四万十町立広井小学校
四万十町立広井小学校（しまんとちょうりつ ひろいしょうがっこう）は、高知県高岡郡四万十町にあった公立小学校。2007年3月限りで休校となり、校区は四万十町立十川小学校に統合された。最終年度の2006年度在籍児童数は9人であった。2012年度に正式に廃校となっている。

## 沿革
- 1875年（明治8年） - 十川村大野小学校、井崎分校として設置。
- 1887年（明治20年） - 独立して十川村井崎簡易小学校となる。
- 1892年（明治25年） - 大野小学校井崎分教場となる。
- 1899年（明治32年） - 独立して十川村井崎簡易小学校と改称。
- 1906年（明治39年） - 十川村立第三尋常小学校と改称。
- 1941年（昭和16年） - 十川村立第三国民学校となる。
- 1943年（昭和18年） - 十川村立第一国民学校に吸収合併され井崎分教場となる。
- 1947年（昭和22年） - 分教場から昇格し、十川村立第三小学校となる。
- 1957年（昭和32年）8月1日 - 幡多郡十川村が同郡昭和村と合併、十和村が発足したのに伴い、十和村立井崎小学校と改称。
- 1959年（昭和34年） - 広瀬集落と合併し､十和村立広井小学校と改称。
- 1959年（昭和34年）6月 - 広瀬集落へ校舎新築移転。
- 2006年（平成18年）3月20日 - 十和村が幡多郡大正町・高岡郡窪川町と合併、四万十町が発足したのに伴い、四万十町立広井小学校に改称。
- 2007年（平成19年）4月1日 - 休校。
- 2012年（平成24年）度 - 廃校。

## 通学区域
- 四万十町
  - 広瀬、井崎

卒業生は基本的に四万十町立十川中学校へ進学していた。

## 周辺
- 八坂神社
- 四万十川

## アクセス
- JR予土線 十川駅から南へ3km（直線距離）
- 北幡観光自動車 中広瀬バス停にて下車